# Fungomyza albimana
Fungomyza albimana är en tvåvingeart som beskrevs av Johann Wilhelm Meigen 1830. Fungomyza albimana ingår i släktet Fungomyza och familjen sumpflugor. Arten är reproducerande i Sverige. Inga underarter finns listade i Catalogue of Life.